# Masteria soucouyant
Espèce
Masteria soucouyant est une espèce d'araignées mygalomorphes de la famille des Dipluridae.

## Distribution
Cette espèce est endémique de Trinité-et-Tobago.

## Description
Le mâle holotype mesure 4,36 mm et la femelle paratype 5,16 mm.

## Étymologie
Son nom d'espèce lui a été donné en référence au Soucouyant.

## Publication originale
- Passanha & Brescovit, 2018 : On the Neotropical spider subfamily Masteriinae (Araneae, Dipluridae). Zootaxa, no 4463(1), p. 1-73.